# Percepción del movimiento

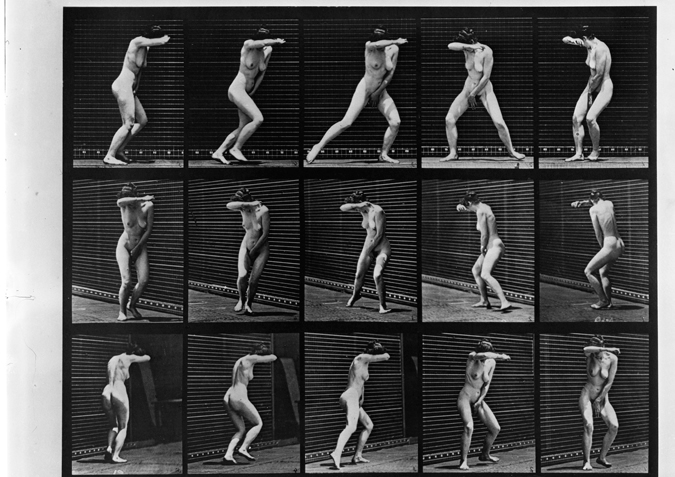
Desnudo femenino en movimiento, 1884.

La percepción del movimiento es la respuesta que da nuestro sistema visual en función del tiempo. Tenemos dos tipos de respuestas según el estado del estímulo: la respuesta lenta y la respuesta rápida.

## Las células del nervio óptico
En 1974 se descubrieron dos tipos de células en el nervio óptico que respondían de forma distinta a los estímulos luminosos. Estas eran dos tipos de respuestas del sistema visual ante la permanencia o la transitoriedad de los estímulos.

#### Respuesta lenta
Es la respuesta que nuestro sistema visual ofrece a los estados de estimulación permanentes. Esta respuesta conlleva la retención de las imágenes una fracción de segundo después de que el sujeto deje de tenerlas enfrente; esto permite que veamos la realidad como una secuencia de imágenes que el cerebro interpreta cómo única, móvil y continua. Este efecto se refiera a la persistencia retiniana, que se descubrió gracias a las observaciones de Peter Mark Roget y la posterior demostración de Joseph Plateau mediante el fenaquistoscopio, una herramienta óptica que permite reproducir el movimiento de una imagen. La percepción retiniana se da a causa del tiempo (entre 30 y 200 milésimas de segundo) que requiere la retina para enviar la señal nerviosa al cerebro y lo que tarda este en procesar la información. Este tipo de repuesta se entiende como un conjunto de efectos de excitación y de integración, los cuales hacen que distintos fenómenos que suceden simultáneamente se integren en una sola percepción.
Desde principios del siglo XIX, la persistencia retiniana se ha empleado para explicar que la proyección secuencial de imágenes estáticas ligeramente diferentes podría dar la sensación de movimiento, como en el caso del cine. Aunque muchas fuentes sigan considerando esta teoría como válida, se ha demostrado que la persistencia retiniana por sí sola es incapaz de explicar la complejidad sujeta a la percepción del movimiento. Si la contempláramos como un fenómeno aislado, lo que percibiríamos sería una superposición de imágenes de forma caótica que persistirían un cierto tiempo las unas sobre las otras. En el cine, por ejemplo, no se dio una sensación de movimiento real hasta que no se intercaló un cierto tiempo en negro entre dos imágenes fijas. Aquí nace una nueva teoría que defiende precisamente que tan solo anulando el efecto de la persistencia retiniana, nuestro cerebro puede interpretar la sucesión de imágenes estáticas como un movimiento. Esta especie de fondo negro en el cine podríamos considerarlo parecido al tiempo que nuestro cerebro necesita para procesar la información de la retina. Esta teoría pero ha quedado cuestionada en la actualidad, ya que parece que tenga una explicación mucho más compleja.

#### Respuesta rápida
Es la respuesta que nuestro sistema visual ofrece a los estados de estimulación transitorios. Hay dos tipos de efectos que responden a la percepción de imágenes en movimiento: el destello y el enmascaramiento visual.
El destello se da cuándo el ojo observa una luz de una determinada frecuencia que se enciende y se apaga periódicamente. Según la frecuencia que tarda esta luz en volverse a encender, podemos percibir la secuencia como una imagen de carácter continuo; es decir, como si la luz estuviera continuamente encendida. Es un efecto parecido al de mirar una rueda en movimiento, ya que la percibimos como un sujeto estático. La frecuencia a la que debe estar sometida la luz para producir este efecto depende de su intensidad, ya que puede ser de tan solo 10 HZ para intensidades pequeñas o llegar a 1000 HZ para intensidades mayores. Este efecto podemos relacionarlo directamente con los destellos del cine. Para acabar con este efecto, tuvieron que introducir lámparas más luminosas, lámpara de arco voltaico, y tuvieron que modificar la antigua frecuencia que se usaba, 24 imágenes por segundo. La dificultad que suponía aumentar la velocidad de los fotogramas se resolvió con la decisión de duplicar la proyección de cada uno de ellos. Así, la frecuencia de proyección aumentó a 48 imágenes por segundo, tan solo haciendo que el obturador cortase el flujo luminoso dos veces por fotograma.
Cuando dos estímulos luminosos se encuentran muy cercanos en el tiempo se produce el efecto de enmascaramiento visual, donde el segundo interrumpe y perturba la percepción del primero; es decir, actúa −como el propio nombre indica— como máscara. Este efecto se ve de manera muy clara en el mundo del cine. Si entre dos fotogramas interponemos un fotograma blanco se anulará la sensación de movimiento; en cambio, si interponemos un fotograma negro, la imagen no se verá distorsionada gracias a la ausencia de estímulos luminosos que provoquen un enmascaramiento. Por lo tanto, podremos percibir la secuencia en movimiento. Aquí encontramos de nuevo el efecto de la persistencia retiniana, ya que muchas teorías (una de las cuales hemos mencionado anteriormente) responsabilizan al enmascaramiento visual de anular este fenómeno.
A partir de estos conocimientos sobre las respuestas de este tipo de células especializadas, entendemos la percepción de movimiento a partir de dos partes independientes la una de la otra. Una de ellas, son unas células cerebrales que actúan como detectores de movimiento, ya que reaccionan cuándo un estímulo se activa sucesivamente a gran velocidad. Por otra parte, tenemos una serie de mecanismos correctores que ignoran el movimiento de nuestros ojos, haciendo que no lo interpretemos propiamente como movimiento. Para hacerlo, estos mecanismos comparan continuamente la información eferente (del cerebro a los órganos sensitivo-motores) y la información aferente (de los órganos sensitivo-motores al cerebro). La percepción del movimiento también está vinculada a otros factores externos como las dimensiones del objeto, la iluminación, el contraste y el entorno.

## Movimiento aparente
El movimiento aparente es un fenómeno perceptivo que hace que percibamos como movimiento un estímulo estático. Por lo tanto, el movimiento aparente es una ilusión perceptiva que no requiere un movimiento real para distinguir una sensación de movimiento. Se ha comprobado gracias a distintos sistemas simuladores de movimiento y a otras experiencias en el laboratorio que el movimiento puede simularse a partir de imágenes estáticas. A continuación se exponen distintos experimentos que se han llevado a cabo para controlar las distintas variantes en la percepción de este tipo de movimiento.
Tomemos el caso en que se nos muestre dos puntos luminosos cercanos en el espacio los cuales se encienden y se apagan periódicamente. Según el intervalo que separe esta interrupción, podremos percibir la escena como si fuera un único punto que se desplazara por el espacio. Es lo que llamamos efecto Beta.
En cambio, el efecto Alfa se da cuando se muestran dos puntos luminosos de distinto tamaño en el mismo espacio (superpuestos). De nuevo, según el tiempo que tarden en encenderse de nuevo, podremos percibir la escena como un único movimiento de expansión.
Este conjunto de experiencias se llama efecto phi, el cual consiste en una serie de procesos post-retinianos que permiten que interpretemos imágenes fijas cómo movimiento sometiéndolas a una velocidad muy alta . Los psicólogos de la Gestalt establecen que percibimos movimiento aunque ningún estímulo esté moviéndose realmente. Por lo tanto, nuestra percepción no depende solo del estímulo sino de la experiencia total del movimiento y la reorganización que hacemos de ella. Gracias a este efecto entendemos que el atributo más importante para transmitir movimiento, por encima del color y la forma, es la luminosidad.

## Movimiento en el cine
La proyección cinematográfica consiste en separar una sucesión de imágenes fijas por momentos de oscuridad de una cierta frecuencia. Una vez que escogemos una frecuencia que evite el destello y, por lo tanto, evitemos la sensación de fragmentación de la secuencia, obtendremos una sensación continua y una consecutividad.
La cámara cinematográfica tiene en cuenta la persistencia retiniana para obtener un número de imágenes estáticas por segundo suficiente para que el espectador las perciba como movimiento y no como una sucesión de imágenes. Al inicio, la cadencia era de tan solo 16 fotogramas por segundo, lo cual hacía que en el cine primitivo encontrásemos franjas e interrupciones. Más tarde, fue perfeccionándose y aumentando hasta los 24 fotogramas por segundo, obteniendo así una mayor fluidez y un movimiento más limpio. 
Como la secuencia de imágenes fijas que configuran un movimiento en el cine son bastante parecidas, los mecanismos perceptivos que intervienen son los mismos que en la percepción de movimiento real. Según esta teoría, no podemos distinguir la realidad del cine.